# Sint-Margarethakerk (Elversele)

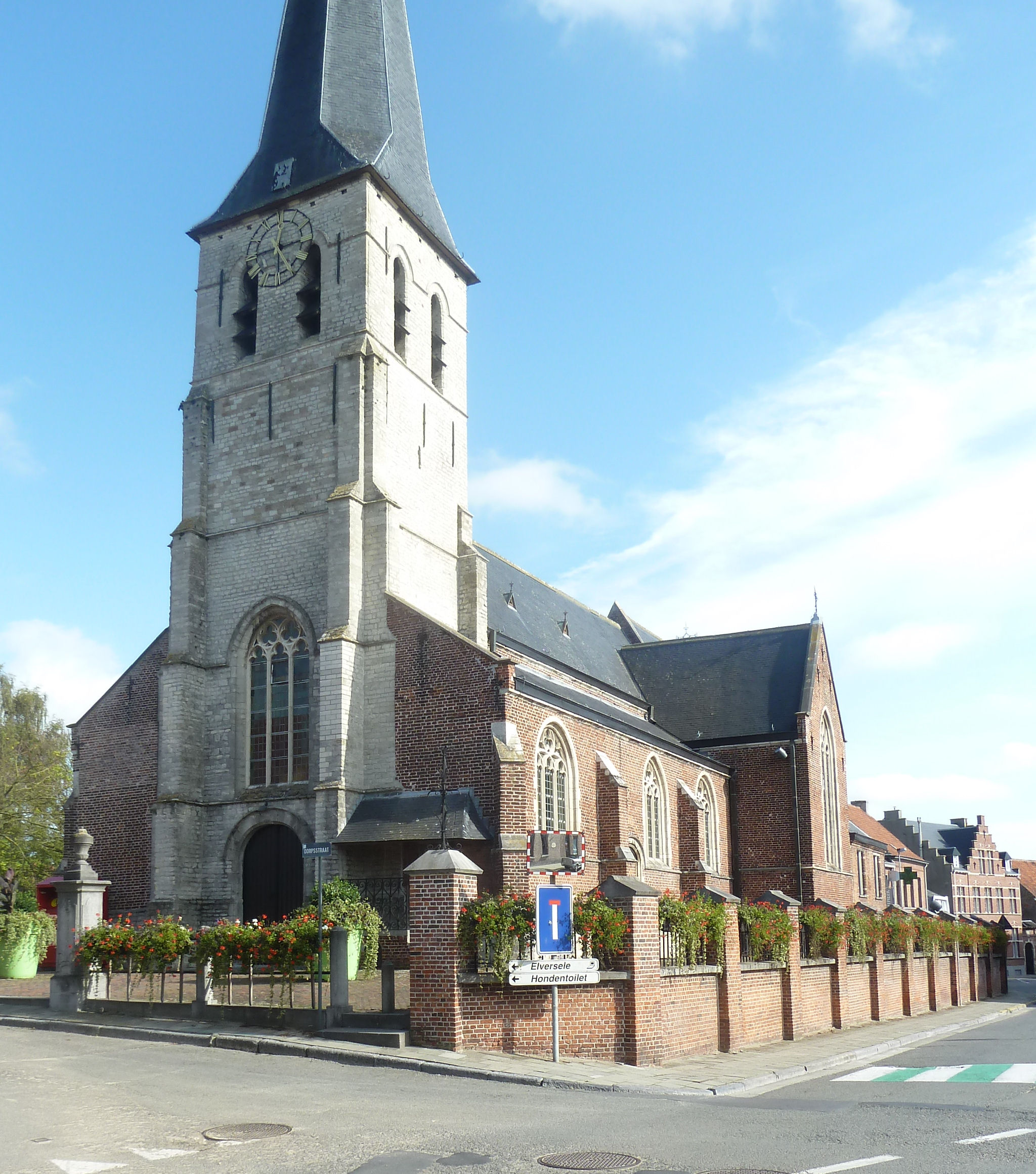
Sint-Margarethakerk

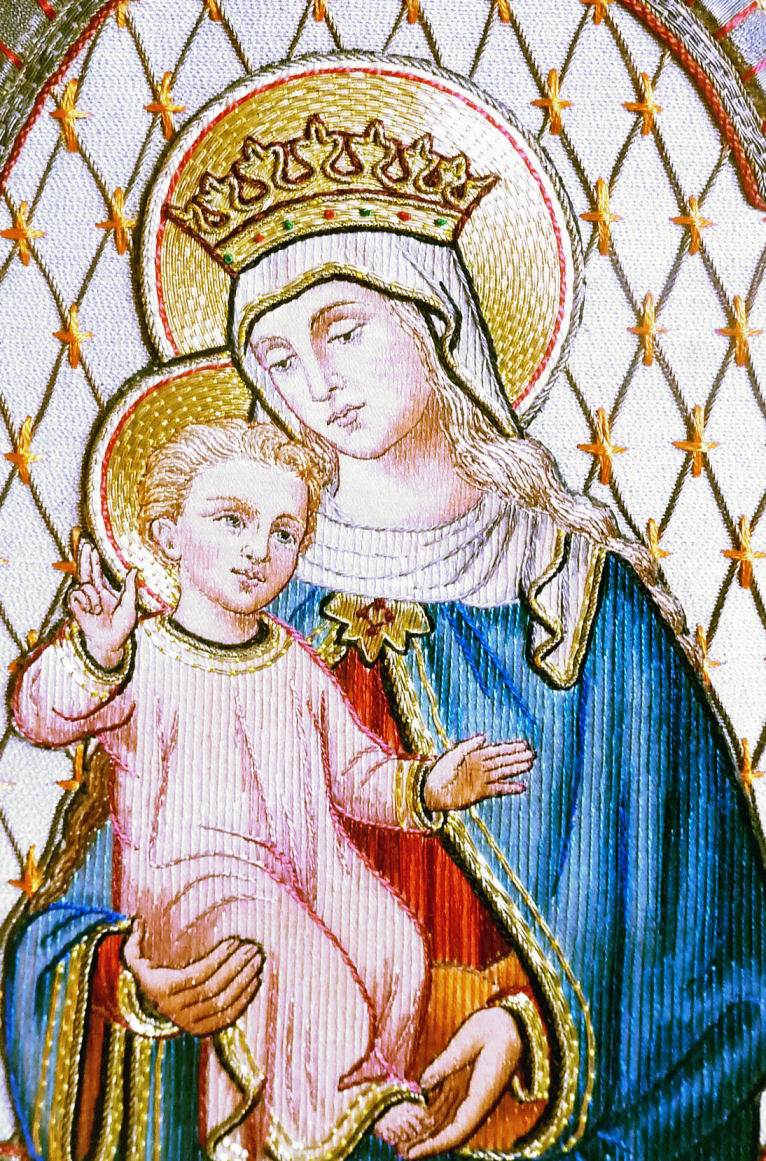
Neogotisch Goudborduurwerk op Koorkap, 20e eeuw, door Henri Van Severen

De Sint-Margarethakerk is de parochiekerk van de tot de Oost-Vlaamse gemeente Temse behorende plaats Elversele, gelegen aan de Dorpstraat.

## Geschiedenis
Er heeft op deze plaats een romaans kerkje gestaan dat in de 15e eeuw werd verbouwd tot een gotisch bouwwerk. Toen werd ook de westtoren gebouwd. Het koor is vermoedelijk 16e eeuw en iets later heeft men de transeptarmen opgetrokken. In 1578 werd de kerk zwaar beschadigd tijdens de godsdiensttwisten.
Van 1583-1617 werd de kerk hersteld. In de loop van de 17e eeuw werden de houten gewelven van koor en middenschip door stenen gewelven vervangen. In 1711 en 1756 werd de torenspits door blikseminslag getroffen en daarna weer hersteld.
In 1872 werd een groot deel van het kerkinterieur vernieuwd.

## Gebouw
Het betreft een driebeukige pseudobasilicale kruiskerk met ingebouwde westtoren en driezijdig afgesloten hoofdkoor. De kerk is gebouwd in baksteen, terwijl de toren in zandsteen werd uitgevoerd. Het geheel ligt op een kleine verhoging en wordt omringd door een kerkhof.

## Interieur
De preekstoel en het koorgestoelte zijn uitgevoerd in barokstijl (18e eeuw). Het overige kerkmeubilair is neogotisch.